# Сонбулі

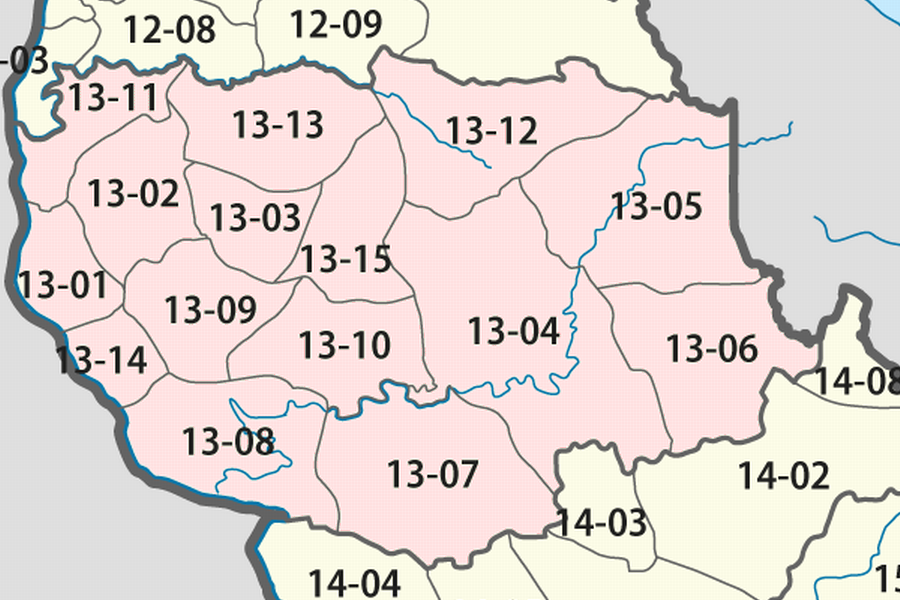
Число 13-10

Сонбулі — один з районів (лаос. ເມືອງ муанг) провінції Саваннакхет, Лаос.